# Крумлин
Кру̀млин (на английски: Crumlin, на ирландски Cromghlinn) е град в централната част на Северна Ирландия.
Разположен е в район Антрим на графство Антрим. Намира се на около 20 km западно от централната част на столицата Белфаст. Има жп гара по линията Лисбърн-Антрим, която е пусната в експлоатация на 13 ноември 1871 г. Населението му е 4259 жители според данни от преброяването през 2001 г.
1. ↑  Произношение